# Isole dell'Australia Occidentale (H-L)
Questa è una lista di isole dell'Australia Occidentale.

## H
| Nome                | Coordinate             | Note |
| ------------------- | ---------------------- | ---- |
| Hagan Island        | 16°14′06″S 128°47′37″E |      |
| Hale Island         | 14°23′20″S 125°24′42″E |      |
| Hall Island         | 28°28′18″S 113°48′36″E |      |
| Hamelin Island      | 34°13′28″S 115°00′48″E |      |
| Hancock Island      | 16°25′48″S 123°09′18″E |      |
| Harlequin Island    | 34°01′49″S 123°14′09″E |      |
| Hartley Island      | 28°28′42″S 113°43′39″E |      |
| Hasler Island       | 34°06′53″S 123°04′07″E |      |
| Hastings Island     | 34°05′54″S 122°07′02″E |      |
| Hauy Island         | 20°26′08″S 116°58′01″E |      |
| Hawick Island       | 14°20′14″S 125°22′45″E |      |
| Haycock Island      | 20°40′01″S 116°37′22″E |      |
| Hazel Island        | 16°30′35″S 123°22′31″E |      |
| Hecla Island        | 13°58′44″S 125°59′57″E |      |
| Hedley Island       | 14°56′43″S 124°39′50″E |      |
| Heirisson Island    | 31°57′58″S 115°52′50″E |      |
| Helby Island        | 15°14′02″S 128°06′29″E |      |
| Helipad Island      | 16°16′18″S 124°10′05″E |      |
| Helms Island        | 28°40′10″S 113°51′38″E |      |
| Helpman Islands     | 16°43′11″S 123°36′50″E |      |
| Hendy Island        | 34°02′55″S 121°53′05″E |      |
| Heney Island        | 16°29′54″S 123°22′51″E |      |
| Henrietta Islands   | 16°24′54″S 123°38′45″E |      |
| Herbert Islands     | 16°27′31″S 123°25′01″E |      |
| Hermite Island      | 20°28′04″S 115°31′23″E |      |
| Heywood Island      | 15°20′27″S 124°19′21″E |      |
| Heywood Islands     | 15°20′27″S 124°19′21″E |      |
| Hidden Island       | 16°13′32″S 123°28′03″E |      |
| High Cliffy Islands | 15°54′33″S 124°20′31″E |      |
| High Island         | 16°21′09″S 123°20′12″E |      |
| High Island         | 33°54′50″S 122°35′55″E |      |
| Hollyhock Island    | 20°22′43″S 115°32′46″E |      |
| Holtham Island      | 16°26′55″S 123°06′26″E |      |
| Home Island         | 12°07′04″S 96°53′44″E  |      |
| Honeymoon Island    | 34°59′31″S 117°20′35″E |      |
| Hood Island         | 34°08′34″S 122°02′53″E |      |
| Hope Island         | 34°04′46″S 122°09′42″E |      |
| Hope Island         | 22°10′16″S 114°28′07″E |      |
| Horan Island        | 16°11′39″S 128°42′14″E |      |
| Horatio Island      | 34°30′17″S 119°17′19″E |      |
| Horsburgh Island    | 12°17′36″S 96°50′20″E  |      |
| Houtman Abrolhos    | 28°43′06″S 113°47′03″E |      |
| How Island          | 20°25′14″S 115°33′09″E |      |
| Howard Island       | 16°23′17″S 123°04′03″E |      |
| Howe Island         | 34°08′57″S 122°01′16″E |      |
| Hugo Island         | 34°08′45″S 122°18′56″E |      |
| Hull Island         | 33°58′06″S 122°50′32″E |      |
| Hummock Island      | 28°44′11″S 111°53′35″E |      |
| Hummock Island      | 28°48′02″S 114°02′20″E |      |
| Hunt Island         | 16°24′05″S 123°13′31″E |      |
| Hutchison Islands   | 26°06′47″S 114°14′05″E |      |

## I
| Nome                | Coordinate             | Note |
| ------------------- | ---------------------- | ---- |
| Ibis Island         | 32°36′16″S 115°38′54″E |      |
| Imp Island          | 16°22′57″S 123°08′15″E |      |
| Ina Island          | 15°00′21″S 128°06′51″E |      |
| Inner Island        | 35°00′16″S 118°09′37″E |      |
| Inshore Island      | 33°55′00″S 122°49′38″E |      |
| Institut Islands    | 14°08′27″S 125°41′09″E |      |
| Intercourse Island  | 20°39′16″S 116°38′40″E |      |
| Interview Island    | 20°39′16″S 116°38′40″E |      |
| Investigator Island | 34°02′59″S 120°53′59″E |      |
| Iredale Island      | 14°54′49″S 124°40′56″E |      |
| Iris Refuge Island  | 28°52′48″S 114°00′16″E |      |
| Iron Islands        | 16°10′04″S 123°47′41″E |      |
| Irvine Island       | 16°04′35″S 123°32′14″E |      |
| Islam Islets        | 22°13′16″S 114°25′37″E |      |
| Ivy Island          | 20°29′42″S 115°32′35″E |      |

## J
| Nome                 | Coordinate             | Note |
| -------------------- | ---------------------- | ---- |
| Jacks Island         | 34°59′13″S 117°21′40″E |      |
| Jackson Island       | 28°52′17″S 114°00′10″E |      |
| Jackson Island       | 16°25′43″S 123°06′13″E |      |
| Jackson Island       | 15°10′11″S 124°38′39″E |      |
| Jar Island           | 14°09′12″S 126°14′04″E |      |
| Jarman Island        | 20°39′35″S 117°12′58″E |      |
| Jeegarnyeejip Island | 32°34′53″S 115°46′20″E |      |
| Jennala Island       | 32°34′27″S 115°45′48″E |      |
| Joe Smith Island     | 28°40′55″S 113°51′28″E |      |
| John Island          | 33°55′16″S 122°36′23″E |      |
| Jon Jim Island       | 28°59′14″S 113°57′34″E |      |
| Jones Island         | 13°45′29″S 126°21′31″E |      |
| Jonquil Island       | 20°23′54″S 115°31′51″E |      |
| Josey Island         | 16°14′26″S 128°46′30″E |      |
| Jungulu Island       | 15°17′59″S 124°23′48″E |      |
| Jussieu Island       | 14°42′53″S 124°58′34″E |      |

## K
| Nome                       | Coordinate             | Note |
| -------------------------- | ---------------------- | ---- |
| Kangaroo Island            | 26°19′09″S 113°29′58″E |      |
| Kanggurryu Island          | 14°43′24″S 128°37′57″E |      |
| Kankanmengarri Island      | 14°22′32″S 125°40′29″E |      |
| Kannamatju Island          | 15°27′36″S 124°29′27″E |      |
| Karangi Island             | 20°26′05″S 115°36′07″E |      |
| Kartja Island              | 14°51′51″S 125°10′44″E |      |
| Katers Island              | 14°28′03″S 125°31′55″E |      |
| Kathleen Island            | 16°03′59″S 123°33′18″E |      |
| Keast Island               | 20°23′24″S 116°49′48″E |      |
| Kendrew Island             | 20°28′44″S 116°32′11″E |      |
| Kent Island                | 15°09′29″S 128°06′48″E |      |
| Keraudren Island           | 14°56′33″S 124°41′02″E |      |
| Kermadec Island            | 34°05′21″S 122°49′58″E |      |
| Keru Island                | 28°43′34″S 113°49′57″E |      |
| Kessel Island              | 16°29′26″S 123°21′39″E |      |
| Kid Island                 | 15°39′55″S 124°23′59″E |      |
| Kidney Island              | 14°19′53″S 125°58′47″E |      |
| Kilfoyle Island            | 16°13′25″S 128°46′47″E |      |
| Kim Island                 | 13°52′51″S 126°35′25″E |      |
| Kimberley Island           | 33°57′02″S 122°28′02″E |      |
| King Hall Island           | 16°04′52″S 123°24′29″E |      |
| King Island                | 15°52′28″S 123°38′05″E |      |
| Kingcup Island             | 20°23′30″S 115°31′50″E |      |
| Kingfisher Island          | 16°06′05″S 124°04′47″E |      |
| Kingfisher Islands         | 16°05′49″S 124°04′46″E |      |
| Kingsmill Islands          | 14°10′00″S 125°46′43″E |      |
| Koks Island                | 24°45′02″S 113°09′33″E |      |
| Kolganu Island             | 16°23′55″S 123°09′38″E |      |
| Koojarra Island            | 13°47′42″S 126°35′21″E |      |
| Koolan Island              | 16°07′31″S 123°44′18″E |      |
| Kuntjumal Kutangari Island | 14°13′44″S 125°47′46″E |      |

## L
| Nome                   | Coordinate             | Note |
| ---------------------- | ---------------------- | ---- |
| Lacepede Islands       | 16°52′11″S 122°09′30″E |      |
| Lachlan Island         | 16°37′24″S 123°30′55″E |      |
| Lacrosse Island        | 14°44′49″S 128°18′10″E |      |
| Lady Nora Island       | 20°27′27″S 116°37′36″E |      |
| Lafontaine Island      | 14°09′44″S 125°47′16″E |      |
| Lagoon Island          | 28°52′22″S 113°59′39″E |      |
| Lagoon Island          | 16°19′41″S 128°40′41″E |      |
| Lagrange Island        | 14°12′43″S 125°45′55″E |      |
| Lake Island            | 31°45′17″S 115°47′19″E |      |
| Lalowan Island         | 16°26′22″S 123°08′46″E |      |
| Lamarck Island         | 14°47′03″S 125°01′30″E |      |
| Lammas Island          | 15°18′55″S 124°51′40″E |      |
| Lancelin Island        | 31°00′27″S 115°18′53″E |      |
| Laplace Island         | 14°11′26″S 125°39′28″E |      |
| Large Island           | 21°17′47″S 115°30′02″E |      |
| Laseron Island         | 15°13′52″S 124°31′02″E |      |
| Latirus Island         | 15°13′52″S 124°31′22″E |      |
| Lauangi Island         | 14°10′37″S 125°40′04″E |      |
| Lavoisier Island       | 14°13′24″S 125°38′26″E |      |
| Ledge Islet            | 34°51′13″S 116°05′52″E |      |
| Lefebre Island         | 26°13′50″S 113°30′25″E |      |
| Legendre Island        | 20°23′21″S 116°52′44″E |      |
| Leila Island           | 16°30′28″S 123°22′55″E |      |
| Leo Island             | 28°41′22″S 113°51′36″E |      |
| Leonie Island          | 16°24′49″S 123°05′36″E |      |
| Lesueur Island         | 13°49′11″S 127°16′10″E |      |
| Leveque Island         | 16°23′10″S 122°55′25″E |      |
| Libke Island           | 34°13′15″S 122°04′03″E |      |
| Lichen Island          | 33°54′12″S 122°58′13″E |      |
| Lily Island            | 20°25′15″S 115°35′07″E |      |
| Lion Island            | 33°52′47″S 122°01′20″E |      |
| Lion Islands           | 34°18′27″S 115°09′41″E |      |
| Lipfert Island         | 30°01′28″S 114°57′32″E |      |
| Little Island          | 31°48′47″S 115°42′25″E |      |
| Little Island          | 34°27′28″S 121°59′19″E |      |
| Little North Island    | 28°37′51″S 113°52′53″E |      |
| Little Pigeon Island   | 28°27′49″S 113°43′20″E |      |
| Little Rabbit Island   | 34°58′53″S 117°24′21″E |      |
| Little Rat Island      | 28°43′41″S 113°47′07″E |      |
| Little Rocky Island    | 21°26′03″S 115°24′44″E |      |
| Little Roma Island     | 28°44′07″S 113°46′51″E |      |
| Little Turtle Island   | 20°01′13″S 118°48′30″E |      |
| Little Yunderup Island | 32°35′28″S 115°45′43″E |      |
| Livingstone Island     | 16°26′35″S 123°06′33″E |      |
| Lizard Island          | 15°55′56″S 124°25′11″E |      |
| Locker Island          | 21°42′59″S 114°45′56″E |      |
| Long Island            | 28°28′20″S 113°46′21″E |      |
| Long Island            | 13°57′36″S 126°18′23″E |      |
| Long Island            | 21°47′37″S 119°25′38″E |      |
| Long Island            | 16°34′26″S 123°22′11″E |      |
| Long Island            | 21°00′51″S 115°50′59″E |      |
| Long Island            | 34°02′57″S 121°57′42″E |      |
| Longitude Island       | 16°03′34″S 123°24′01″E |      |
| Lord Island            | 16°09′02″S 123°26′55″E |      |
| Lorraine Island        | 33°57′00″S 122°33′46″E |      |
| Louis Islands          | 13°59′55″S 126°32′40″E |      |
| Louis Islands          | 14°00′27″S 126°32′23″E |      |
| Low Island             | 20°41′32″S 116°34′29″E |      |
| Low Island             | 14°09′53″S 126°17′27″E |      |
| Lowendal Islands       | 20°38′56″S 115°34′17″E |      |
| Lucas Island           | 15°12′31″S 124°29′21″E |      |
| Lulim Island           | 15°32′43″S 124°24′41″E |      |